# Volleyballclub Sm'Aesch Pfeffingen 2010-2011
Questa voce raccoglie le informazioni riguardanti il Volleyballclub Sm'Aesch Pfeffingen nella stagione 2010-2011.

## Organigramma societario
Area direttiva
- Presidente: Werner Schmid

Area tecnica
- Primo allenatore: Johannes Nowotny

## Rosa
| N° | Nome              | Ruolo | Data di nascita   | Nazionalità sportiva |
| -- | ----------------- | ----- | ----------------- | -------------------- |
| 1  | Vacilotto Michela | P     | 6 agosto 1991     | Svizzera             |
| 2  | Kerley Becker     | C     | 20 settembre 1986 | Brasile              |
| 3  | Indira Mestre     | S/O   | 21 aprile 1979    | Cuba                 |
| 4  | Manuela Burkhard  | S/O/C | 12 dicembre 1993  | Svizzera             |
| 5  | Lauren Ford       | C     | 5 aprile 1984     | Stati Uniti          |
| 6  | Marina Kühner     | L     | 26 aprile 1991    | Svizzera             |
| 7  | Anouk Vergé-Dépré | S     | 11 febbraio 1992  | Svizzera             |
| 8  | Alexandra Keller  | S/O/C | 17 novembre 1993  | Svizzera             |
| 9  | Nadine Jenny      | L     | 13 giugno 1990    | Svizzera             |
| 13 | Jana Šuriková     | P     | 10 luglio 1974    | Rep. Ceca            |
| 14 | Joana Winter      | S/O   | 2 gennaio 1993    | Svizzera             |
| 15 | Laura Tschopp     | S     | 2 aprile 1984     | Svizzera             |
| ?  | Jana Endlerová    | S     | 30 dicembre 1987  | Rep. Ceca            |

## Risultati

### Challenge Cup

#### Fase ad eliminazione diretta
| Secondo turno (andata) - 8 dicembre 2010 Palma Arena, Palma di Maiorca | Club 15-15          | 3 - 0 | Sm'Aesch Pfeffingen | 26-24, 25-19, 25-20                  |
| Secondo turno (ritorno) - 15 dicembre 2010 MZH Löhrenacker, Aesch      | Sm'Aesch Pfeffingen | 3 - 0 | Club 15-15          | 25-18, 25-19, 25-22 Golden set: 8-15 |